# Звичайна пошта
Повільна пошта або звичайна пошта (англ. smail від snail (слимак) + mail (пошта))— назва для поштових відправлень (листів, посилок, бандеролей), що відправляються за допомогою звичайних поштових служб (на кшталт Укрпошти). Відправлення таким способом зазвичай займає тривалий час, доки відправлення буде доставлене отримувачу, то ж англійський аналог цього терміна "snail mail", що походить від сукупності слів snail (тобто слимак або равлик) та mail (пошта) більш чітко описує зміст терміна.Використовуючи цей термін, його зазвичай протиставляють швидкій або миттєвій доставці відправлень, котрі забезпечують кур'єрські служби або електронна пошта. 
Звичайною поштою зазвичай користуються для відправлення не термінових вантажів, листів, листівок, для листування з людьми які не використовують або не можуть використовувати електронну пошту.
В певних країнах, поштові служби пропонують послугу роздрукування електронного листа та доставки його в звичайному форматі, особам котрі не користуються електронною поштою.
Вперше термін почав використовуватися у 1840-х, коли телеграф набув широкого поширення і почав витісняти поштові служби, як основний спосіб відправлення повідомлень.

## See also
- Авіапошта
- Поштовий голуб/Голубина пошта
- Флоппінет
- Електронна пошта